# پاپ ولی (کالیفرنیا)
پاپ ولی (به انگلیسی: Pope Valley) یک منطقهٔ مسکونی در ایالات متحده آمریکا است که در شهرستان ناپا، کالیفرنیا واقع شده‌است. پاپ ولی ۲۱۷٫۹۳ متر بالاتر از سطح دریا واقع شده‌است.